# Pedilochilus bantaengensis
Pedilochilus bantaengensis är en orkidéart som beskrevs av Johannes Jacobus Smith. Pedilochilus bantaengensis ingår i släktet Pedilochilus och familjen orkidéer.
Artens utbredningsområde är Sulawesi. Inga underarter finns listade i Catalogue of Life.